# Мраков
Мраков (чеш. Mrákov,  нем. Mrdaken) – муниципалитет района Домажлице, Пльзеньского края, Чехии.
Расположен на юго-западе исторической области Богемия в 5 км к юго-востоку от Домажлице на высоте 462 м. Находится в бассейне реки Бероунка, притоке Влтавы. 
Площадь – 20,65 кв. км.
Население в 2022 году составляло 1 125 человек.

## История
Первое письменное упоминание встречается в 1325 году в документе Иоганна Люксембургского, предоставившим ходам привилегии за обязанность охраны границы между Чешским королевством и Баварией.

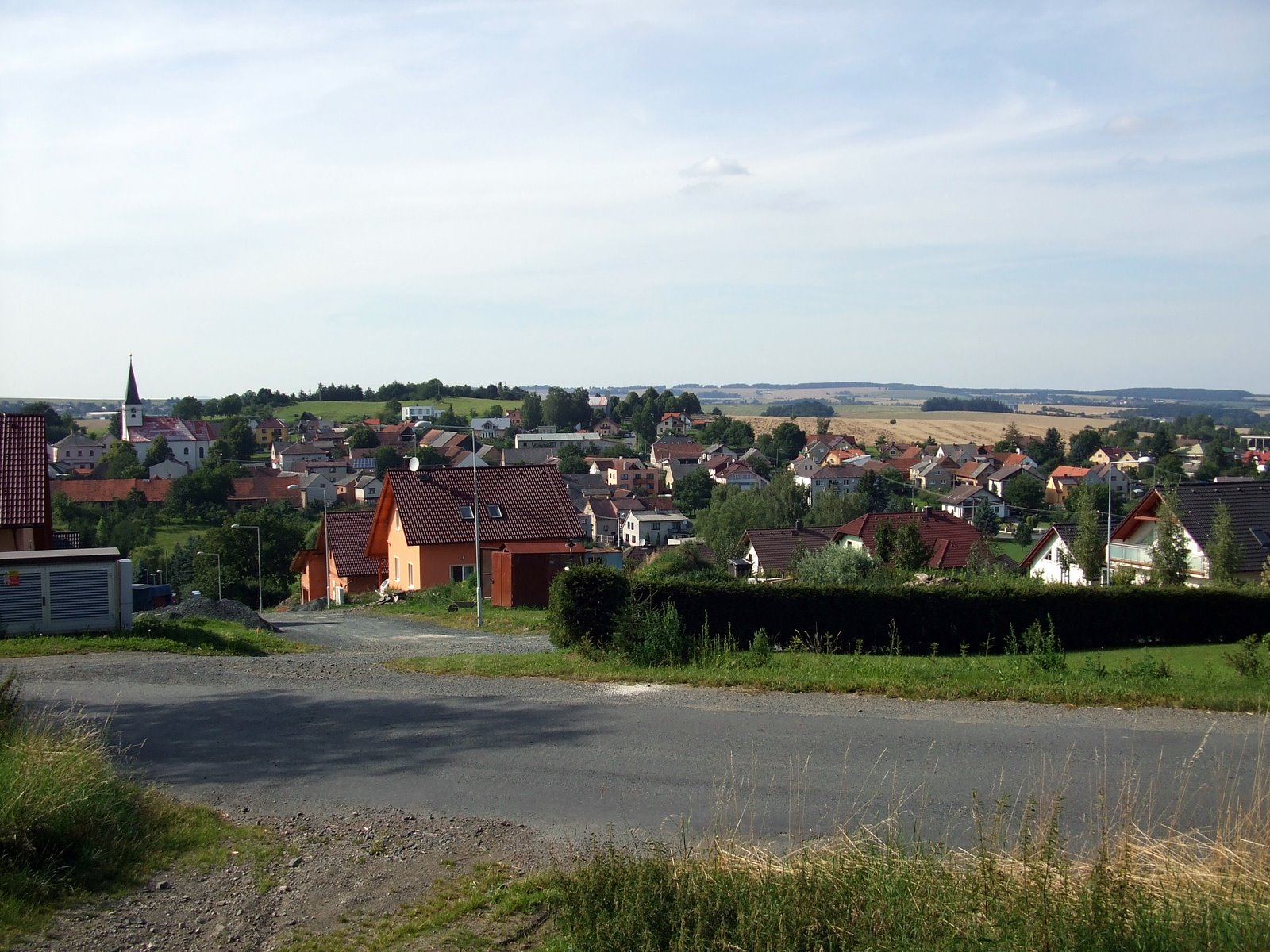

## Достопримечательности
- Церковь св. Лаврентия на центральной площади построенная между 1811 и 1813 годами.